# José Prat
José Diosdado Prat García (Albacete, 10 de agosto de 1905-Madrid, 17 de mayo de 1994) fue un abogado y político español.

## Biografía
Influido desde su juventud por la formación krausista y liberal de su padre, estudió Derecho por la Universidad de Granada, donde obtuvo la licenciatura en 1925 y entabló contacto con el catedrático socialista Fernando de los Ríos. De esa época vino su adhesión a las ideas socialistas, gracias, según ha confesado él mismo, a las lecciones que impartía en dicha Universidad don Fernando de los Ríos. 
Tras obtener la plaza de teniente auditor del Cuerpo Jurídico Militar, impulsó en Burgos diversas actividades culturales y colaboró en la prensa local de la ciudad castellana. En 1930 consiguió el puesto de letrado del Consejo de Estado, y durante los primeros meses de la República participó en una comisión formada en el Ministerio de la Guerra para revisar la obra legislativa de la Dictadura.
En diciembre de 1931, se inició en la masonería, ingresando en la logia «Nomos n.º 5» de Madrid, «aunque su actividad masónica, por lo que parece, fue muy escasa».

## Político
En 1932 ingresó en el PSOE, donde fue miembro fundador de lo Asociación de Abogados Socialistas y asesor jurídico de la Federación Nacional de Trabajadores de la Tierra integrada en la UGT, y ejerce su carrera de abogado en muchos casos relacionados con procesos políticos y sociales.
Miembro del Consejo del Instituto de Reforma Agraria, en 1933 fue elegido diputado por Albacete y formó parte de diversas comisiones parlamentarias. Su desacuerdo con la decisión socialista de impulsar un movimiento revolucionario en octubre de 1934 no le impidió defender activamente a compañeros juzgados en varios consejos de guerra. Esta muestra de solidaridad le permitió resultar nuevamente electo por Albacete en las elecciones de febrero de 1936, dentro de la corriente más moderada del PSOE. Formó parte de la comisión parlamentaria que investigó los sucesos de Yeste de mayo de 1936.

## Guerra civil
Durante la guerra civil, en septiembre de 1936, fue nombrado director general de lo Contencioso del Estado, y en 1937 llega a la subsecretaría de la Presidencia de Gobierno de Negrín. Apoyó la constitución del Consejo Nacional de Defensa y, tras la derrota, participó en las sesiones parisinas de la Diputación Permanente, donde, por encima de la lucha Negrín-Prieto por controlar los fondos expatriados por el primero, llamó la atención sobre las necesidades de los refugiados españoles en Francia.
Existe una carta del 4 de febrero de 1939 en la que María Zambrano le pide su ayuda para emigrar a México y así evitar ingresar a los campos de concentración franceses.

## Exilio
Durante su largo exilio, trabajó en la Secretaría del PSOE encargada de los refugiados e intentó conciliar las posturas enfrentadas de Prieto y Negrín. Más tarde, trasladó su residencia a Colombia, donde, de 1939 a 1976, impartió clases de Historia y Literatura en la Universidad Nacional de Colombia en Bogotá. Fundó la Casa de España en Colombia, y colaboró en la prensa de la capital. 
Durante su estancia en Colombia también fue comentarista internacional y crítico teatral del diario El Tiempo de Bogotá. Fue nombrado Académico Correspondiente de la Academia Colombiana de la Lengua. 

## Regreso
Exiliado tras la guerra, primero en Francia y luego en Colombia, no volverá a España hasta después de la muerte de Franco, en 1976, para presentarse sin éxito en las elecciones de 1977 dentro de una candidatura como Presidente del Partido Socialista Obrero Español (Sector Histórico), tras lo cual facilitó el proceso de reunificación con el sector renovado del partido. Obtiene un escaño en el Senado gracias a un 1.300.000 votos de los madrileños. 
Fue senador por Madrid en 1979; 1982 y 1986, y presidente del Ateneo de Madrid. Era miembro de la masonería.